# Suedehead (subcultura)

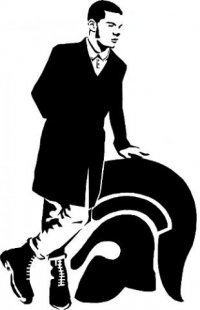
Simbologia i estètica d'alguns individus Suedehead.

La subcultura suedehead fou una ramificació de la subcultura skinhead en el Regne Unit i Irlanda. El naixement es pot situar en els primers anys setanta. Tot i compartint semblances amb els skinheads dels anys seixanta, els suedeheads van deixar créixer el seu cabell més llarg i van vestir més formalment. Tot i que sovint venien de classe treballadora com els skinheads, alguns van obtenir "feines de collar blanc" (feines d'oficina, administració...). Una dona suedehead era una sort.
Els Suedeheads vestiren sabates brogues, loafers o basketweave Sabates Slip-on de reixeta en comptes de botes pesades. Els suedeheads portaven vestits (especialment amb patrons de tissatge com Glen Urquhart Plaid i Pota de gall) i altres combinacions de vestits per a usar cada dia en comptes de fer-ho en festes o sales de ball. Abrics d'estil Crombie i abrics fets amb cuir de velló esdevingueren comuns. La majoria de Suedeheads de Londres portava un mocador de seda en la butxaca superior del seu Crombie; també era comú una agulla de corbata en el Crombie a prop del mocador. Les camises sovint tenien grans botons de subjecció de coll; aquest sovint tenia grans puntes cap avall angulades o arrodonides -butterfly collars-. Les camises superiors eren tipus Ben Sherman amb un plisat posterior i aleta o cinta a sobre del plisat per penjar-hi la camisa. L'estil primerenc també incloïa camises de dibuix de graella a sota d'una armilla de punt. Amb el pas del temps les camises van canviar a colors pastel amb barres d'ombra esmorteïdes, amb la particularitat que el color estava regit pel dia de la setmana. Els pantalons Sta-Prest van esdevenir populars enlloc dels texans clàssics que havien estat comuns entre els skinheads. Tot i que el tipus més popular de pantalons, era el de fàbrica de teixit de dues tonalitats (2 Tone) que canviava de color segons els moviments. La base més comuna eren els colors blau i verd, mentre els colors secundaris més afavorits eren vermells, groc i daurat. Una altra característica era portar mitjons acolorits—com blau o vermell sòlid—en comptes de blanc o negre senzill.
Els Suedeheads van compartir l'interès amb els Skinheads pel rocksteady, reggae, música soul i ska, però alguns suedeheads també escoltaven a bandes britàniques de rock glam com ara The Sweet, Slade i Mott the Hoople. En els tardans 70es, molts Suedeheads van seguir de prop grups com The Beat i altres artistes sota el segell discogràfic 2Tone Records.
Els Suedeheads foren retratats en la pel·lícula ubicada en el East End de Londres, titulada Bronco Bullfrog i la novel·la de Richard Allen Suedehead. L'equivalent escocès dels bootboys dels setanta, eren anomenats Neds representats en la pel·lícula de 2011 dirigida per Peter Mullan. En els tardans 1970s, un ressorgiment suedehead va seguir el ressorgiment skinhead de 1977. Això es va originar amb una petita quantitat d'individus com Hoxton Tom McCourt, que també es va involucrar amb la revival mod de finals de la dècada de 1970. Morrissey Va fer un senzill titulat "Suedehead" durant 1988, tot i que les lletres pareixen no tenir cap relació amb la cultura suedehead.